# Ranheim Fotball 2018
Questa voce raccoglie le informazioni riguardanti il Ranheim Fotball nelle competizioni ufficiali della stagione 2018.

## Stagione
A seguito del 4º posto finale nella 1. divisjon 2017, il Ranheim ha affrontato le qualificazioni all'Eliteserien, in cui si è imposto in finale sul Sogndal, guadagnandosi pertanto la promozione. Il 19 dicembre 2017 sono stati compilati i calendari per l'Eliteserien: alla 1ª giornata, il Ranheim avrebbe ospitato il Brann all'EXTRA Arena. Tuttavia, la partita è stata rinviata a data da destinarsi a causa del maltempo, che non garantiva lo svolgimento dell'incontro in sicurezza.

## Rosa
| N. |                     | Ruolo | Calciatore              |
| -- | ------------------- | ----- | ----------------------- |
| 1  | Norvegia (bandiera) | P     | Even Barli              |
| 2  | Norvegia (bandiera) | D     | Christian Eggen Rismark |
| 3  | Norvegia (bandiera) | D     | Daniel Kvande           |
| 5  | Norvegia (bandiera) | D     | Øyvind Alseth           |
| 6  | Norvegia (bandiera) | C     | Magnus Blakstad         |
| 7  | Norvegia (bandiera) | C     | Mads Reginiussen        |
| 8  | Norvegia (bandiera) | C     | Simen Raaen Sandmæl     |
| 9  | Norvegia (bandiera) | A     | Michael Karlsen         |
| 10 | Norvegia (bandiera) | A     | Øyvind Storflor         |
| 11 | Norvegia (bandiera) | C     | Eirik Valla Dønnem      |
| 12 | Norvegia (bandiera) | P     | Magnus Lenes            |
| 13 | Norvegia (bandiera) | A     | Joachim Olufsen         |
| 14 | Norvegia (bandiera) | C     | Mats Lillebo            |

| N. |                     | Ruolo | Calciatore         |
| -- | ------------------- | ----- | ------------------ |
| 15 | Norvegia (bandiera) | D     | Erik Tønne         |
| 16 | Norvegia (bandiera) | C     | Kristoffer Løkberg |
| 17 | Norvegia (bandiera) | C     | Sondre Sørløkk     |
| 18 | Norvegia (bandiera) | D     | Ivar Furu          |
| 19 | Norvegia (bandiera) | D     | Glenn Walker       |
| 20 | Norvegia (bandiera) | A     | Kim Ove Riksvold   |
| 21 | Norvegia (bandiera) | C     | Jakob Tromsdal     |
| 22 | Norvegia (bandiera) | C     | Sivert Solli       |
| 23 | Norvegia (bandiera) | D     | Aslak Fonn Witry   |
| 24 | Norvegia (bandiera) | C     | Aleksander Foosnæs |
| 26 | Norvegia (bandiera) | A     | Ola Solbakken      |
| 27 | Norvegia (bandiera) | A     | Andreas Helmersen  |
| –– | Norvegia (bandiera) | C     | Magnus Stamnestrø  |

## Calciomercato

### Sessione invernale(dal 01/01 al 31/03)
| Arrivi           | Arrivi             | Arrivi          | Arrivi        |
| R.               | Nome               | da              | Modalità      |
| ---------------- | ------------------ | --------------- | ------------- |
| D                | Øyvind Alseth      |                 | svincolato    |
| D                | Ivar Furu          | Byåsen          | definitivo    |
| D                | Erik Tønne         | Levanger        | definitivo    |
| D                | Glenn Walker       | Rosenborg       | definitivo    |
| C                | Sivert Solli       | Rosenborg       | definitivo    |
| C                | Eirik Valla Dønnem | Byåsen          | definitivo    |
| A                | Andreas Helmersen  | Rosenborg       | prestito      |
| A                | Joachim Olufsen    | Strindheim      | definitivo    |
| A                | Ola Solbakken      | Rosenborg       | definitivo    |
| Altre operazioni |                    |                 |               |
| R.               | Nome               | da              | Modalità      |
| P                | Daniel Hagen       | Byåsen          | fine prestito |
| P                | Preben Øien        | Nardo           | fine prestito |
| C                | Marius Augdal      | Stjørdals-Blink | definitivo    |

| Partenze | Partenze           | Partenze        | Partenze   |
| R.       | Nome               | a               | Modalità   |
| -------- | ------------------ | --------------- | ---------- |
| P        | Daniel Hagen       | Egersund        | definitivo |
| P        | Alexander Hovdevik |                 | svincolato |
| P        | Preben Øien        | Nardo           | definitivo |
| D        | Andreas Søfteland  | Orkla           | definitivo |
| C        | Marius Augdal      | Stjørdals-Blink | prestito   |
| C        | Georg Flatgård     |                 | svincolato |
| C        | Andreas Rye        | Stjørdals-Blink | prestito   |
| A        | Joakim Solem       |                 | ritiro     |

### Sessione estiva(dal 19/07 al 15/08)
| Arrivi | Arrivi            | Arrivi    | Arrivi     |
| R.     | Nome              | da        | Modalità   |
| ------ | ----------------- | --------- | ---------- |
| C      | Magnus Stamnestrø | Rosenborg | definitivo |

| Partenze | Partenze                | Partenze        | Partenze   |
| R.       | Nome                    | a               | Modalità   |
| -------- | ----------------------- | --------------- | ---------- |
| D        | Christian Eggen Rismark | Brann           | definitivo |
| D        | Glenn Walker            | Stjørdals-Blink | prestito   |
| C        | Simen Raaen Sandmæl     | Levanger        | definitivo |

## Risultati

### Eliteserien

#### Girone di andata
| Arbitro: | Kjensli (Oslo) |

|  |           |                       |
|  | Marcatori | 24’, 55’ Lie Skålevik |

| Arbitro: | Døvle (Larvik) |

|           |           |                                 |
| Ofkir 30’ | Marcatori | 78’ Eggen Rismark 90’ Helmersen |

| Arbitro: | Hagen (Grue) |

|                                         |           |                |
| Løkberg 1’, 19’ Karlsen 49’, 59’ (rig.) | Marcatori | 51’ Omoijuanfo |

| Arbitro: | Hagenes (Flaktveit) |

|                                  |           |  |
| Åsen 48’, 66’ Nilsen 74’ Vuk 83’ | Marcatori |  |

| Arbitro: | Skjerven (Kaupanger) |

|                                            |           |                          |
| Reginiussen 6’, 67’ Storflor 16’ Tønne 84’ | Marcatori | 19’ Stølås 63’ Grindheim |

| Arbitro: | Saggi (Drammen) |

|  |           |                 |
|  | Marcatori | 62’ Reginiussen |

| Arbitro: | Hagenes (Flaktveit) |

|                       |           |                  |
| Løkberg 19’ Tønne 60’ | Marcatori | 27’, 85’ Johnson |

| Arbitro: | Moen (Haugesund) |

|               |           |                 |
| de Lanlay 55’ | Marcatori | 77’ Reginiussen |

| Arbitro: | Hobber Nilsen (Oslo) |

|                                   |           |             |
| Reginiussen 41’, 75’ Storflor 44’ | Marcatori | 20’ Broberg |

| Arbitro: | Saggi (Drammen) |

|           |           |                                      |
| Bamba 88’ | Marcatori | 22’, 62’ (rig.) Tønne 84’ Fonn Witry |

### Norgesmesterskapet
| Arbitro: | Holm Nervik |

|  |           |                      |
|  | Marcatori | 68’ (rig.) Helmersen |

| Arbitro: | Følstad Skarsem (Trondheim) |

|              |           |                                 |
| Helgetun 74’ | Marcatori | 9’ Karlsen 44’ Kvande 86’ Solli |

| Arbitro: | Følstad Skarsem (Trondheim) |

|                     |           |                                                     |
| López 60’ Stene 60’ | Marcatori | 56’, 67’ (rig.) Karlsen 74’ Reginiussen 76’ Sørløkk |

## Statistiche

### Statistiche di squadra
| Competizione       | Punti | In casa | In casa | In casa | In casa | In casa | In casa | In trasferta | In trasferta | In trasferta | In trasferta | In trasferta | In trasferta | Totale | Totale | Totale | Totale | Totale | Totale | DR |
| Competizione       | Punti | G       | V       | N       | P       | Gf      | Gs      | G            | V            | N            | P            | Gf           | Gs           | G      | V      | N      | P      | Gf     | Gs     | DR |
| ------------------ | ----- | ------- | ------- | ------- | ------- | ------- | ------- | ------------ | ------------ | ------------ | ------------ | ------------ | ------------ | ------ | ------ | ------ | ------ | ------ | ------ | -- |
| Eliteserien        | 0     | 0       | 0       | 0       | 0       | 0       | 0       | 0            | 0            | 0            | 0            | 0            | 0            | 0      | 0      | 0      | 0      | 0      | 0      | 0  |
| Norgesmesterskapet | -     | 0       | 0       | 0       | 0       | 0       | 0       | 0            | 0            | 0            | 0            | 0            | 0            | 0      | 0      | 0      | 0      | 0      | 0      | 0  |
| Totale             | -     | 0       | 0       | 0       | 0       | 0       | 0       | 0            | 0            | 0            | 0            | 0            | 0            | 0      | 0      | 0      | 0      | 0      | 0      | 0  |

### Andamento in campionato
| Giornata  | 1  | 2 | 3 | 4 | 5 | 6 | 7 | 8 | 9 | 10 | 11 | 12 | 13 | 14 | 15 | 16 | 17 | 18 | 19 | 20 | 21 | 22 | 23 | 24 | 25 | 26 | 27 | 28 | 29 | 30 |
| --------- | -- | - | - | - | - | - | - | - | - | -- | -- | -- | -- | -- | -- | -- | -- | -- | -- | -- | -- | -- | -- | -- | -- | -- | -- | -- | -- | -- |
| Luogo     | C  | T | C | T | C | T | C | T | C | T  | C  | T  | C  | T  | C  | T  | C  | T  | C  | T  | T  | C  | T  | C  | T  | C  | C  | T  | C  | T  |
| Risultato | P  | V | V | P | V | V | N | N | V | V  |    |    |    |    |    |    |    |    |    |    |    |    |    |    |    |    |    |    |    |    |
| Posizione | 14 | 9 | 5 | 6 | 4 | 3 | 5 | 5 | 4 | 3  |    |    |    |    |    |    |    |    |    |    |    |    |    |    |    |    |    |    |    |    |

Fonte:  Eliteserien 2018, su altomfotball.no, Altomfotball.
Legenda:

Luogo: C = Casa; T = Trasferta. Risultato: V = Vittoria; N = Pareggio; P = Sconfitta.

### Statistiche dei giocatori
| Giocatore        | Eliteserien | Eliteserien | Eliteserien | Eliteserien | Norgesmesterskapet | Norgesmesterskapet | Norgesmesterskapet | Norgesmesterskapet | Coppe europee | Coppe europee | Coppe europee | Coppe europee | Altre coppe | Altre coppe | Altre coppe | Altre coppe | Totale   | Totale | Totale      | Totale     |
| Giocatore        | Presenze    | Reti        | Ammonizioni | Espulsioni  | Presenze           | Reti               | Ammonizioni        | Espulsioni         | Presenze      | Reti          | Ammonizioni   | Espulsioni    | Presenze    | Reti        | Ammonizioni | Espulsioni  | Presenze | Reti   | Ammonizioni | Espulsioni |
| ---------------- | ----------- | ----------- | ----------- | ----------- | ------------------ | ------------------ | ------------------ | ------------------ | ------------- | ------------- | ------------- | ------------- | ----------- | ----------- | ----------- | ----------- | -------- | ------ | ----------- | ---------- |
| Ø. Alseth        | 0           | 0           | 0           | 0           | 0                  | 0                  | 0                  | 0                  |               |               |               |               |             |             |             |             | 0        | 0      | 0           | 0          |
| E. Barli         | 0           | -0          | 0           | 0           | 0                  | -0                 | 0                  | 0                  |               |               |               |               |             |             |             |             | 0        | 0      | 0           | 0          |
| M. Blakstad      | 0           | 0           | 0           | 0           | 0                  | 0                  | 0                  | 0                  |               |               |               |               |             |             |             |             | 0        | 0      | 0           | 0          |
| C. Eggen Rismark | 0           | 0           | 0           | 0           | 0                  | 0                  | 0                  | 0                  |               |               |               |               |             |             |             |             | 0        | 0      | 0           | 0          |
| A. Fonn Witry    | 0           | 0           | 0           | 0           | 0                  | 0                  | 0                  | 0                  |               |               |               |               |             |             |             |             | 0        | 0      | 0           | 0          |
| A. Foosnæs       | 0           | 0           | 0           | 0           | 0                  | 0                  | 0                  | 0                  |               |               |               |               |             |             |             |             | 0        | 0      | 0           | 0          |
| I. Furu          | 0           | 0           | 0           | 0           | 0                  | 0                  | 0                  | 0                  |               |               |               |               |             |             |             |             | 0        | 0      | 0           | 0          |
| A. Helmersen     | 0           | 0           | 0           | 0           | 0                  | 0                  | 0                  | 0                  |               |               |               |               |             |             |             |             | 0        | 0      | 0           | 0          |
| M. Karlsen       | 0           | 0           | 0           | 0           | 0                  | 0                  | 0                  | 0                  |               |               |               |               |             |             |             |             | 0        | 0      | 0           | 0          |
| D. Kvande        | 0           | 0           | 0           | 0           | 0                  | 0                  | 0                  | 0                  |               |               |               |               |             |             |             |             | 0        | 0      | 0           | 0          |
| M. Lenes         | 0           | -0          | 0           | 0           | 0                  | -0                 | 0                  | 0                  |               |               |               |               |             |             |             |             | 0        | 0      | 0           | 0          |
| M. Lillebo       | 0           | 0           | 0           | 0           | 0                  | 0                  | 0                  | 0                  |               |               |               |               |             |             |             |             | 0        | 0      | 0           | 0          |
| K. Løkberg       | 0           | 0           | 0           | 0           | 0                  | 0                  | 0                  | 0                  |               |               |               |               |             |             |             |             | 0        | 0      | 0           | 0          |
| J. Olufsen       | 0           | 0           | 0           | 0           | 0                  | 0                  | 0                  | 0                  |               |               |               |               |             |             |             |             | 0        | 0      | 0           | 0          |
| S. Raaen Sandmæl | 0           | 0           | 0           | 0           | 0                  | 0                  | 0                  | 0                  |               |               |               |               |             |             |             |             | 0        | 0      | 0           | 0          |
| M. Reginiussen   | 0           | 0           | 0           | 0           | 0                  | 0                  | 0                  | 0                  |               |               |               |               |             |             |             |             | 0        | 0      | 0           | 0          |
| K. Riksvold      | 0           | 0           | 0           | 0           | 0                  | 0                  | 0                  | 0                  |               |               |               |               |             |             |             |             | 0        | 0      | 0           | 0          |
| O. Solbakken     | 0           | 0           | 0           | 0           | 0                  | 0                  | 0                  | 0                  |               |               |               |               |             |             |             |             | 0        | 0      | 0           | 0          |
| S. Solli         | 0           | 0           | 0           | 0           | 0                  | 0                  | 0                  | 0                  |               |               |               |               |             |             |             |             | 0        | 0      | 0           | 0          |
| S. Sørløkk       | 0           | 0           | 0           | 0           | 0                  | 0                  | 0                  | 0                  |               |               |               |               |             |             |             |             | 0        | 0      | 0           | 0          |
| M. Stamnestrø    | 0           | 0           | 0           | 0           | -                  | -                  | -                  | -                  |               |               |               |               |             |             |             |             | 0        | 0      | 0           | 0          |
| Ø. Storflor      | 0           | 0           | 0           | 0           | 0                  | 0                  | 0                  | 0                  |               |               |               |               |             |             |             |             | 0        | 0      | 0           | 0          |
| E. Tønne         | 0           | 0           | 0           | 0           | 0                  | 0                  | 0                  | 0                  |               |               |               |               |             |             |             |             | 0        | 0      | 0           | 0          |
| J. Tromsdal      | 0           | 0           | 0           | 0           | 0                  | 0                  | 0                  | 0                  |               |               |               |               |             |             |             |             | 0        | 0      | 0           | 0          |
| E. Valla Dønnem  | 0           | 0           | 0           | 0           | 0                  | 0                  | 0                  | 0                  |               |               |               |               |             |             |             |             | 0        | 0      | 0           | 0          |
| G. Walker        | 0           | 0           | 0           | 0           | 0                  | 0                  | 0                  | 0                  |               |               |               |               |             |             |             |             | 0        | 0      | 0           | 0          |